# Mala fama
Mala fama (títol original en francès, Grosse Fatigue) és una pel·lícula de comèdia francesa de 1994 dirigida per Michel Blanc. Va participar en el Festival de Cinema de Canes de 1994. S'ha doblat al català.
A Rotten Tomatoes, la pel·lícula té un índex d'aprovació del 50%, basat en 6 crítiques, amb una nota mitjana de 6,8 sobre 10.